# 시체농장

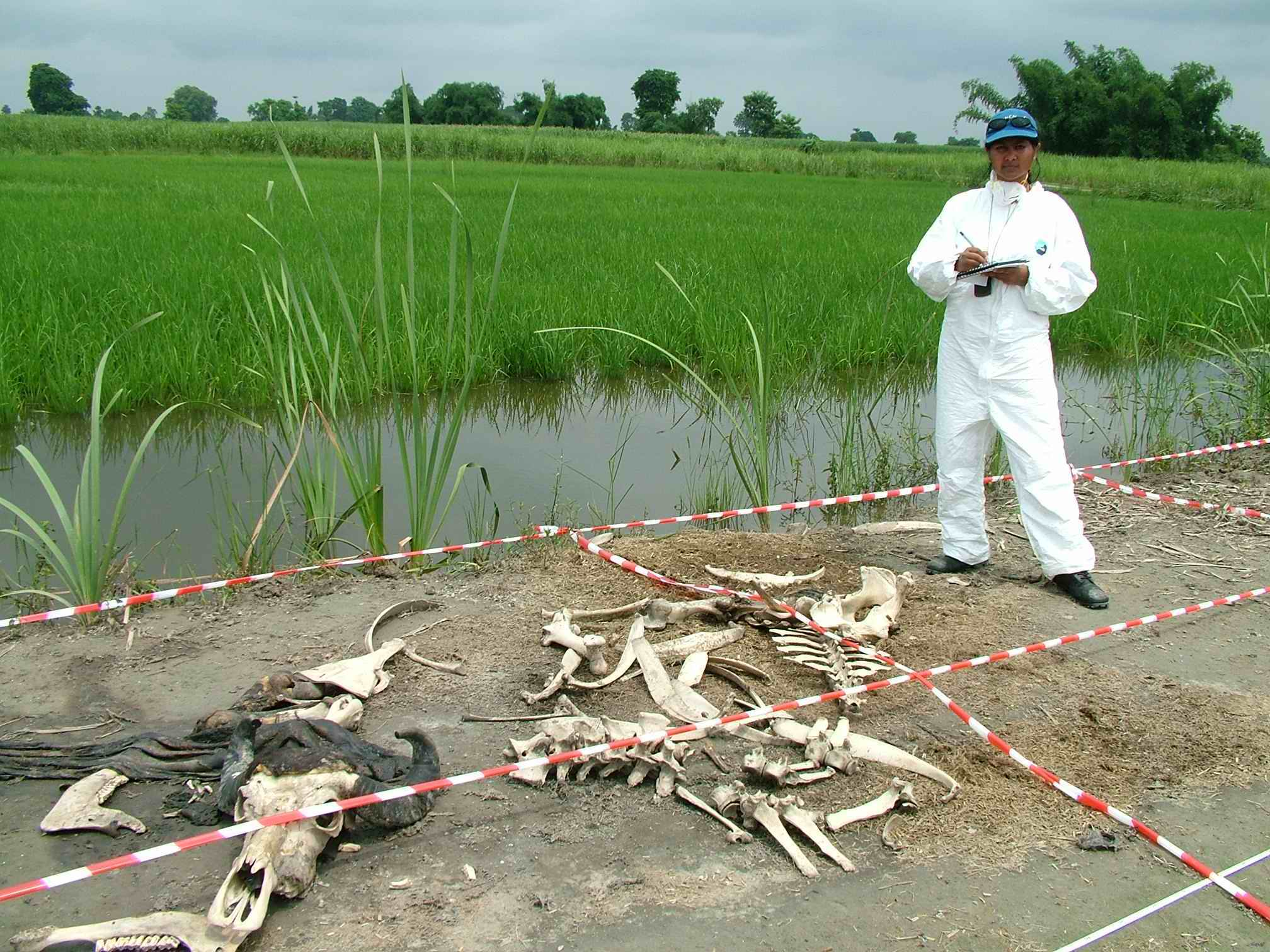

시체농장(body farm)은 분해를 연구할 수 있는 미국의 법의학 연구소이다. 1972년 인체의 분해에 관한 지식이 부족함을 깨달은 William Bass라는 인류학자가 만들었다. 이전에도 1970년대에 잔여 돼지들을 사용하여 분해 과정을 연구하였다.
평방 26 에이커 (10.5 헥타르)로 최대 크기인 텍사스 주립 대학교가 운영하는 연구 기관을 포함하여 미국에서만 총 7곳이 있다.

## 대학교 연구 시설
미국에는 총 7곳이 있는데, 녹스빌의 테네시 대학교, 웨스턴 캐롤라이나 대학교, 텍사스 주립대학교, 샘 휴스턴 주립대학교, 서던일리노이 대학교, 콜로라도 메사 대학교 등에서 설립한 대학연구시설이다. 이들 연구시설에서는 부패 관련 연구를 진행할 수 있는 환경을 갖춰놓았기 때문에 '시체농장'의 범주에 해당되며, 그 목적은 여러 가지지만, 주 이유는 인간의 몸에서 일어나는 부패 현상 연구와 이해다. 그 연구 결과는 의학, 법학, 교육적 목적으로 널리 활용한다.
인류학센터 법의학소장을 맡은 리처드 얀츠 (Richard Jantz) 박사는 일상 속에서 사람이 어떻게 여러 가지 움직임을 취하는지 관찰하면서, 사람이 보고 숨쉬고 맡는 곳이 어딘지를 보라고 조언하였다. 얀츠 박사는 인체의 기본 구조를 인식하는 것이 중요하다는 것을 깨닫고, 죽을 때에 영향을 주는 환경적 사건의 중요성과 시체 처리꾼들이 어떻게 부패와 상호작용하는지에 대한 이해에 초점을 맞춘 시체농장 연구시설의 필요성을 느꼈다. 노스캐롤라이나 애쉬빌의 FBI 소장을 맡고 있는 릭 슈위언 (Rick Schewien) 역시 시체농장의 용도를 두고 시체농장에서 얻는 정보를 다단계로 활용할 수 있고 과학에 보탬이 되어준다는 점에 있다고 밝혔다.

## 같이 보기
- 법의병리학
- 영안실